# Lijst van voetbalinterlands Denemarken - Zuid-Korea
Deze lijst van voetbalinterlands is een overzicht van alle officiële voetbalwedstrijden tussen de nationale teams van Denemarken en Zuid-Korea. De landen speelden tot op heden twee keer tegen elkaar. De eerste ontmoeting, een vriendschappelijke wedstrijd, werd gespeeld in Hongkong op 1 februari 2006. Het laatste duel, eveneens een vriendschappelijke wedstrijd, vond plaats op 14 november 2009 in Esbjerg.

## Wedstrijden
| № | Plaats   | Datum            | Competitie        | Wedstrijd               | Uitslag |
| - | -------- | ---------------- | ----------------- | ----------------------- | ------- |
| 1 | Hongkong | 1 februari 2006  | Vriendschappelijk | Zuid-Korea − Denemarken | 1 − 3   |
| 2 | Esbjerg  | 14 november 2009 | Vriendschappelijk | Denemarken – Zuid-Korea | 0 – 0   |

## Samenvatting
| Competitie        | Totaal gespeeld | Winst Denemarken | Gelijk | Winst Zuid-Korea | Doelsaldo Denemarken – Zuid-Korea |
| ----------------- | --------------- | ---------------- | ------ | ---------------- | --------------------------------- |
| Vriendschappelijk | 2               | 1                | 1      | 0                | 3 − 1                             |
| Totaal            | 2               | 1                | 1      | 0                | 3 − 1                             |

Wedstrijden bepaald door strafschoppen worden, in lijn met de FIFA, als een gelijkspel gerekend.

## Details

### Tweede ontmoeting
| Vriendschappelijk (Esbjerg, Denemarken, 14 november 2009): |              | |
| Denemarken | 0 – 0        | Zuid-Korea |
| | goals        | |
| Morten Olsen | bondscoach   | Huh Jung-moo |
| Thomas Sørensen Lars Jacobsen Per Krøldrup Simon Kjær Leon Jessen Christian Poulsen Daniel Jensen 70' Jakob Poulsen Morten Rasmussen 75' Søren Rieks 80' Thomas Kahlenberg 63' | opstellingen | Lee Woon-jae 83' Cha Du-ri Cho Yong-Hyung 63' Lee Jung-soo 85' Lee Young-pyo Kim Jung-woo Lee Chung-yong Ki Sung-yong 65' Park Ji-sung 79' Lee Keun-ho 46' Lee Dong-Gook |
| Thomas Enevoldsen 63' Johan Absalonsen 70' Martin Bernburg 75' Jesper Grønkjær 80'                                                                                             | wissels      | 46' Seol Ki-hyeon 63' Kwak Tae-hwi 65' Yeom Ki-Hun 79' Kim Chi-Woo 83' Oh Beom-seok 85' Kim Do-Heon                                                                      |
| | gele kaarten | 78' Kwak Tae-hwi 80' Kim Jung-woo |
| - Debuut van Leon Jessen (FC Midtjylland), Johan Absalonsen (OB Odense) en Søren Rieks (Esbjerg fB) voor Denemarken.                                                           |              | |

DBU · A-internationals · Selecties · Bondscoaches · Deens vrouwenelftal · Olympisch elftal · Denemarken U21 · Denemarken U20 · Denemarken U19 · Denemarken U18 · Denemarken U17 · Denemarken U16 · Vrouwen U17
1908 – 1919 ·
1920 – 1929 ·
1930 – 1939 ·
1940 – 1949 ·
1950 – 1959 ·
1960 – 1969 ·
1970 – 1979 ·
1980 – 1989 ·
1990 – 1999 ·
2000 – 2009 ·
2010 – 2019 ·
2020 − 2029
EK's: 1964 · 
1984 · 
1988 · 
1992 · 
1996 · 
2000 · 
2004 · 
2012 · 
2020 · 
2024
WK's: 1986 · 
1998 · 
2002 · 
2010 · 
2018 · 
2022
OS: 1908 · 
1912 · 
1920 · 
1948 · 
1952 · 
1960 · 
1972 · 
1992 · 
2016
1908 · 
1909 · 
1910 · 
1911 · 
1912 · 
1913 · 
1914 · 
1915 · 
1916 · 
1917 · 
1918 · 
1919 · 
1920 · 
1921 · 
1922 · 
1923 · 
1924 · 
1925 · 
1926 · 
1927 · 
1928 · 
1929 · 
1930 · 
1931 · 
1932 · 
1933 · 
1934 · 
1935 · 
1936 · 
1937 · 
1938 · 
1939 · 
1940 · 
1941 · 
1942 · 
1943 · 
1944 · 
1946 · 
1947 · 
1948 · 
1949 · 
1950 · 
1952 · 
1952 · 
1953 · 
1954 · 
1955 · 
1956 · 
1957 · 
1958 · 
1959 · 
1960 · 
1961 · 
1962 · 
1963 · 
1964 · 
1965 · 
1966 · 
1967 · 
1968 · 
1969 · 
1970 · 
1971 · 
1972 · 
1973 · 
1974 · 
1975 · 
1976 · 
1977 · 
1978 · 
1979 · 
1980 · 
1981 · 
1982 · 
1983 · 
1984 · 
1985 · 
1986 · 
1987 · 
1988 · 
1989 · 
1990 ·
1991 · 
1992 · 
1993 · 
1994 · 
1995 · 
1996 · 
1997 · 
1998 · 
1999 · 
2000 · 
2001 · 
2002 · 
2003 · 
2004 · 
2005 · 
2006 · 
2007 · 
2008 · 
2009 · 
2010 · 
2011 · 
2012 · 
2013 · 
2014 · 
2015 · 
2016 · 
2017 · 
2018 ·
2019 ·
2020 ·
2021 ·
2022 ·
2023
Albanië ·
Algerije ·
Argentinië ·
Armenië ·
Australië ·
België ·
Bermuda ·
Bosnië en Herzegovina · 
Brazilië ·
Bulgarije ·
Canada ·
Chili ·
Cyprus ·
DDR ·
Duitsland ·
Ecuador ·
Egypte ·
Engeland ·
Estland ·
Faeröer · 
Finland · 
Frankrijk ·
Gambia ·
Georgië ·
Ghana ·
Gibraltar ·
GOS ·
Griekenland ·
Honduras ·
Hongarije ·
Hongkong ·
Ierland ·
IJsland ·
Indonesië ·
Iran ·
Israël ·
Italië ·
Japan ·
Joegoslavië ·
Kameroen ·
Kazachstan ·
Kosovo · 
Kroatië · 
Letland ·
Liechtenstein ·
Litouwen ·
Luxemburg ·
Malta ·
Marokko ·
Mexico ·
Moldavië · 
Montenegro · 
Nederland ·
Nederlandse Antillen ·
Nigeria ·
Noord-Ierland ·
Noord-Macedonië ·
Noorwegen ·
Oekraïne ·
Oostenrijk ·
Panama ·
Paraguay ·
Peru ·
Polen ·
Portugal ·
Roemenië ·
Rusland ·
San Marino ·
Saoedi-Arabië ·
Schotland ·
Senegal ·
Servië ·
Singapore ·
Slovenië ·
Slowakije ·
Sovjet-Unie ·
Spanje ·
Suriname ·
Thailand ·
Togo · 
Tsjechië ·
Tsjecho-Slowakije ·
Tunesië · 
Turkije · 
Uruguay ·
Verenigde Arabische Emiraten ·
Verenigde Staten ·
Wales ·
Wit-Rusland ·
Zuid-Afrika ·
Zuid-Korea ·
Zweden ·
Zwitserland
Argentinië (1995) · 
Australië (2018) ·
Australië (2022) · 
België (2021) · 
Duitsland (1992) · 
Duitsland (2012) · 
Engeland (2021) · 
Finland (2021) · 
Frankrijk (2002) · 
Frankrijk (2018) · 
Japan (2010) · 
Kameroen (2010) · 
Kroatië (2018) · 
Nederland (2010) · 
Nederland (2012) · 
Peru (2018) · 
Portugal (2012) · 
Rusland (2021) · 
Senegal (2002) · 
Tsjechië (2021) · 
Uruguay (2002) · 
Wales (2021)
KFA · A-internationals · Selecties · Bondscoaches · Zuid-Koreaans vrouwenelftal · Olympisch elftal · Zuid-Korea U21 · Zuid-Korea U20 · Zuid-Korea U19 · Zuid-Korea U18 · Zuid-Korea U17
1940 – 1949 ·
1950 – 1959 ·
1960 – 1969 ·
1970 – 1979 ·
1980 – 1989 ·
1990 – 1999 ·
2000 – 2009 ·
2010 – 2019 ·
2020 − 2029
WK 1954 · 
WK 1986 · 
WK 1990 · 
WK 1994 · 
WK 1998 · 
WK 2002 · 
WK 2006 · 
WK 2010 · 
WK 2014 · 
WK 2018
OS 1948 ·
OS 1964 ·
OS 1988 ·
OS 1992 ·
OS 1996 ·
OS 2000 ·
OS 2004 ·
OS 2008 ·
OS 2012 ·
OS 2016 ·
OS 2020
1948 ·
1949 ·
1950 · 
1951 · 1952 · 
1953 · 
1954 · 
1955 · 
1956 · 
1957 · 
1958 · 
1959 ·
1960 · 
1961 · 
1962 · 
1963 · 
1964 · 
1965 · 
1966 · 
1967 · 
1968 · 
1969 ·
1970 · 
1971 · 
1972 · 
1973 · 
1974 · 
1975 · 
1976 · 
1977 · 
1978 · 
1979 ·
1980 · 
1981 · 
1982 · 
1983 · 
1984 · 
1985 · 
1986 · 
1987 · 
1988 · 
1989 ·
1990 ·
1991 · 
1992 · 
1993 · 
1994 · 
1995 · 
1996 · 
1997 · 
1998 · 
1999 · 
2000 · 
2001 · 
2002 · 
2003 · 
2004 · 
2005 · 
2006 · 
2007 · 
2008 · 
2009 · 
2010 · 
2011 ·
2012 ·
2013 ·
2014 ·
2015 ·
2016 ·
2017 ·
2018 ·
2019 ·
2020 ·
2021 ·
2022 ·
2023 ·
2024
Afghanistan ·
Algerije ·
Angola ·
Argentinië ·
Australië ·
Bahrein ·
Bangladesh ·
België ·
Bolivia ·
Bosnië en Herzegovina ·
Brazilië ·
Brunei ·
Bulgarije ·
Burkina Faso ·
Cambodja ·
Canada ·
Chili ·
China ·
Colombia ·
Costa Rica ·
Cuba ·
Denemarken ·
Duitsland ·
Ecuador ·
Egypte ·
El Salvador ·
Engeland ·
Filipijnen ·
Finland ·
Frankrijk ·
Georgië ·
Ghana ·
Griekenland ·
Guam ·
Guatemala ·
Haïti ·
Honduras ·
Hongarije ·
Hongkong ·
IJsland ·
India ·
Indonesië ·
Irak ·
Iran ·
Israël ·
Italië ·
Ivoorkust ·
Jamaica ·
Japan ·
Jemen ·
Joegoslavië ·
Jordanië ·
Kameroen ·
Kazachstan ·
Kenia ·
Kirgizië ·
Koeweit ·
Kroatië ·
Laos ·
Letland ·
Libanon ·
Libië ·
Luxemburg ·
Macau ·
Malediven ·
Maleisië ·
Mali ·
Malta ·
Marokko ·
Mexico ·
Moldavië ·
Mongolië ·
Myanmar ·
Nederland ·
Nepal ·
Nieuw-Zeeland ·
Nigeria ·
Noord-Ierland ·
Noord-Korea ·
Noord-Macedonië ·
Noorwegen ·
Oekraïne ·
Oezbekistan ·
Oman ·
Pakistan ·
Palestina ·
Panama ·
Paraguay ·
Peru ·
Polen ·
Portugal ·
Qatar ·
Roemenië ·
Rusland ·
Saoedi-Arabië ·
Schotland ·
Senegal ·
Servië ·
Servië en Montenegro ·
Singapore ·
Slowakije ·
Soedan ·
Spanje ·
Sri Lanka ·
Syrië ·
Tadzjikistan ·
Taiwan ·
Thailand ·
Togo ·
Trinidad en Tobago ·
Tsjechië ·
Tunesië ·
Turkije ·
Turkmenistan ·
Uruguay ·
Venezuela ·
Verenigde Arabische Emiraten ·
Verenigde Staten ·
Vietnam ·
Wales ·
Wit-Rusland ·
Zambia ·
Zuid-Jemen ·
Zuid-Vietnam ·
Zweden ·
Zwitserland
Algerije (2014) · 
Australië (2015, 2) ·
België (2014) · 
Duitsland (2018) · 
Frankrijk (2006) · 
Griekenland (2010) ·
Mexico (2018) ·
Nigeria (2010) · 
Portugal (2022) · 
Rusland (2014) · 
Togo (2006) · 
Zweden (2018) ·
Zwitserland (2006)